# Independiente Villela
El Independiente Villela fue un equipo de fútbol de Honduras que jugó en la Liga Nacional de Fútbol de Honduras, la primera división nacional.

## Historia
Fue fundado el 5 de agosto de 1943 en la ciudad de San Pedro Sula como Independiente de San Pedro Sula. En 1958 es campeón del Departamento de Cortés y ganó el derecho de disputar el ascenso a la Liga Amateur de Honduras pero fue derrotado por el CD Olimpia.
En 1980 es campeón de la Segunda División de Honduras, con lo que consiguió el ascenso a la Liga Nacional de Fútbol de Honduras para la temporada de 1981/82. Se mantuvo por dos años en la primera división hasta su descenso en la temporada de 1982–83. Para la temporada de 1992/93 el club mientras jugaba en la segunda división fue adquirido por el empresario Miguel Villela, dueño del Grupo Villela, por lo que el equipo pasó a ser conocido como los chorizeros por la compañía perteneciente a Villela.
Volvería a la primera división 12 años después luego de ser campeón de la segunda división en la temporada de 1994. En esa ocasión el club pasó tres temporadas donde pasaron jugadores como Reynaldo Pineda, Milton Reyes, Wilmer Cruz y Leonardo Isaula a formar parte del equipo; sin embargo, desciende en la temporada de 1997–98. Debido a problemas económicos y al poco apoyo de los directivos, el club desaparece en 1999.
El club jugó 151 partidos en primera división de los que ganó 24, empató 58 y perdió 69, anotó 149 goles y recibió 241.

## Palmarés
- Segunda División (2): 1980, 1994-95
- Campeonato de Cortés (2): 1958, 1961